# Alberto Orzan
Alberto Orzan né le 24 juillet 1931 à San Lorenzo Isontino (Italie) et mort le 9 août 2022 à Florence (Italie), est un footballeur international italien qui évoluait au poste de défenseur central.

## Biographie

### En club
Avec la Fiorentina, il est notamment champion d'Italie en 1956. Son bilan en Serie A italienne s'élève à 234 matchs joués, pour huit buts marqués.
Il dispute la finale de la Coupe des clubs champions en 1957, perdue face au Real Madrid. Il remporte avec son club la Coupe des coupes en 1961. Son bilan dans les compétitions européennes s'élève à six matchs en Coupe d'Europe des clubs champions, et treize en Coupe des coupes.

### En équipe nationale
International italien, il reçoit quatre sélections en équipe d'Italie entre 1956 et 1957.
Il joue son premier match en équipe nationale le 11 novembre 1956 contre la Suisse (match nul 1-1) lors de la Coupe internationale 1955-1960.
Son dernier match en équipe nationale a lieu le 12 mai 1957 contre la Yougoslavie (défaite 1-6), toujours dans le cadre de la Coupe internationale.

## Carrière
- 1953-1954 :  AC Udinese
- 1954-1963 :  AC Fiorentina

## Palmarès
Avec la Fiorentina :
- Champion d'Italie en 1956
- Vainqueur de la Coupe d'Italie en 1961
- Vainqueur de la Coupe des coupes en 1961
- Finaliste de la Coupe des clubs champions en 1957
- Finaliste de la Coupe des coupes en 1962
- Vainqueur de la Coupe de l'Amitié en 1959 et 1960
- Vainqueur de la Coupe des Alpes en 1961
- Vainqueur de la Coupe Grasshoppers (1952-1957)